# Glaciación Würm (Edad de Hielo)
| Glaciación/Interglaciación | Inicio, en años |
| Holoceno                   | 9700 a. C.      |
| Glaciación Würm            | 110 000         |
| Interglaciar Riss-Würm     | 140 000         |
| Glaciación Riss            | 200 000         |
| Interglaciar Mindel-Riss   | 390 000         |
| Glaciación Mindel          | 580 000         |
| Interglaciar Günz-Mindel   | 600 000         |
| Glaciación Günz            | 850 000         |

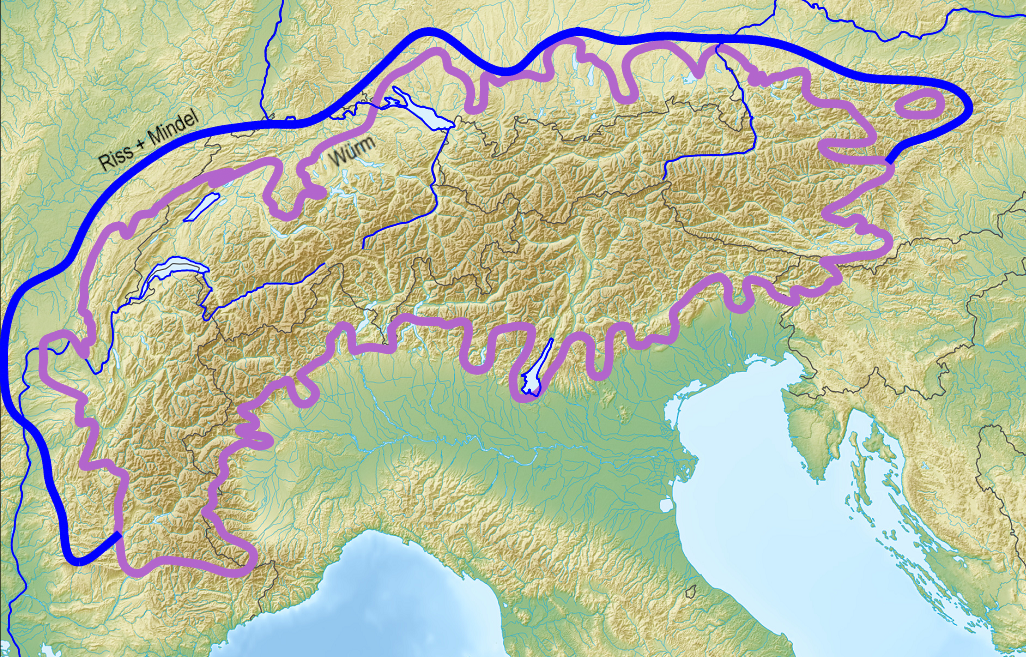
Extensión de la glaciación en los Alpes. En azul. extensión de la capa de hielo en las glaciaciones Mindel y Riss, y en morado, durante la glaciación Würm.

La glaciación Würm, también llamada Edad de Hielo, es el último periodo glacial que ha acontecido en la historia geológica de la Tierra. Comenzó hace unos 110 000 años y finalizó alrededor del 9700 a. C., dando paso al Holoceno, el periodo de clima templado actual.
Durante este periodo, extensas zonas de la superficie terrestre fueron ocupadas por casquetes de hielo, el clima se enfrió muchísimo a nivel global, lo cual afectó incluso a zonas tropicales y provocó una regresión marina que disminuyó la superficie de océanos y mares. Las principales zonas cubiertas por hielo fueron los Andes patagónicos, toda la cordillera de los Andes hasta la cordillera de Mérida, Fenoscandia, Nueva Zelanda, los Alpes, el norte de la Cordillera norteamericana, la zona de los grandes lagos —incluido todo el este de Canadá—, Islandia, las islas británicas, además de Groenlandia y la Antártida que retienen sus glaciares desde entonces. Producto de esta glaciación algunas zonas, hoy en día áridas, tuvieron mayores precipitaciones, como es el caso del Altiplano. Desde el punto de vista de la arqueología humana, la edad de hielo se ubica en el Paleolítico y Mesolítico temprano. Cuando comenzó la glaciación, el Homo sapiens estaba confinado a latitudes más bajas y usaba herramientas comparables a las que usaban los neandertales en Eurasia occidental y central y los denisovanos y el Homo erectus en Asia. Los datos arqueológicos y genéticos sugieren que las poblaciones de origen de los humanos del Paleolítico sobrevivieron a la edad de hielo en áreas escasamente boscosas y se dispersaron a través de áreas de alta productividad primaria, evitando la cubierta forestal densa.

## Nombres locales
Se denomina a la última glaciación con distintos nombres según el lugar que fue afectado. En los alrededores de los Alpes se le llama Würm; en el norte de Europa, Vístula o Weichsel; en el este de América del Norte, Wisconsin; en los Andes venezolanos, Mérida; en el sur de Chile, Llanquihue; en Nueva Zelanda, Otago y Lauricocha  en Perú.

## Desarrollo
Se considera que la era glaciar comenzó hace 110 000 años y terminó hace 12 000. Durante este período la especie Homo sapiens salió de África y se dispersó, primero por Asia y desde allí por todos los continentes e islas.
Durante este período glacial, el clima terrestre se volvió muy frío. Entonces los glaciares avanzaron más allá de los casquetes polares, hasta cerca de los trópicos. En esa zona los continentes se cubrieron de hielo, se congelaron los lagos, lagunas y ríos. Los mares de poca profundidad desaparecieron, porque sus aguas se convirtieron en glaciares. Fue justamente en esos tiempos cuando los estrechos y archipiélagos continentales e insulares quedaron sin cobertura líquida; por lo tanto, y temporalmente, muchas zonas cercanas quedaron unidas. Se unió, por ejemplo, Australia-Tasmania con Nueva Guinea, Filipinas e Indonesia. Lo mismo ocurrió entre Japón y Corea. Se unió el territorio continental de América del Sur con Tierra del Fuego.
Entre Asia y América, al reducirse el nivel de sus aguas, el estrecho de Bering se convirtió en «puente de Bering» o «puente de Beringia». Puede que los humanos asiáticos de entonces aprovechasen dicho puente para pasar a Norteamérica. Los científicos afirman que el «puente de Beringia», en condiciones de ser transitado por personas y animales, duró un breve período geológico. En su primera etapa, unos 4000 años y, en su segunda etapa, unos 15 000 años. Ese puente de tierra tenía una longitud de 1500 km y un ancho máximo de 75 km. Esas magnitudes son más características de un istmo, pero los científicos mantienen la denominación de «puente» por su significado de «unión» entre ambos continentes.
Las glaciaciones wurmienses son períodos de frío más intenso del Paleolítico, que se dividen en:
- Würm I
- Würm II
- Würm III

Entre estos períodos existen períodos de oscilaciones que los separan y se denominan como interglaciares o subestadíos de clima menos frío.
Durante el último máximo glacial, en Europa casi se extinguió la especie humana. Solo sobrevivieron grupos aislados de unas 50 personas cada uno en la península Ibérica y el sur de la actual Francia. Esta zona fue también el refugio de numerosas especies animales (oso pardo, erizo, musaraña) y vegetales (roble). Aunque el descenso del nivel del mar redujo la anchura del estrecho de Gibraltar, no se produjo contacto entre las poblaciones europeas y africanas.

## Escandinavia y norte de Europa

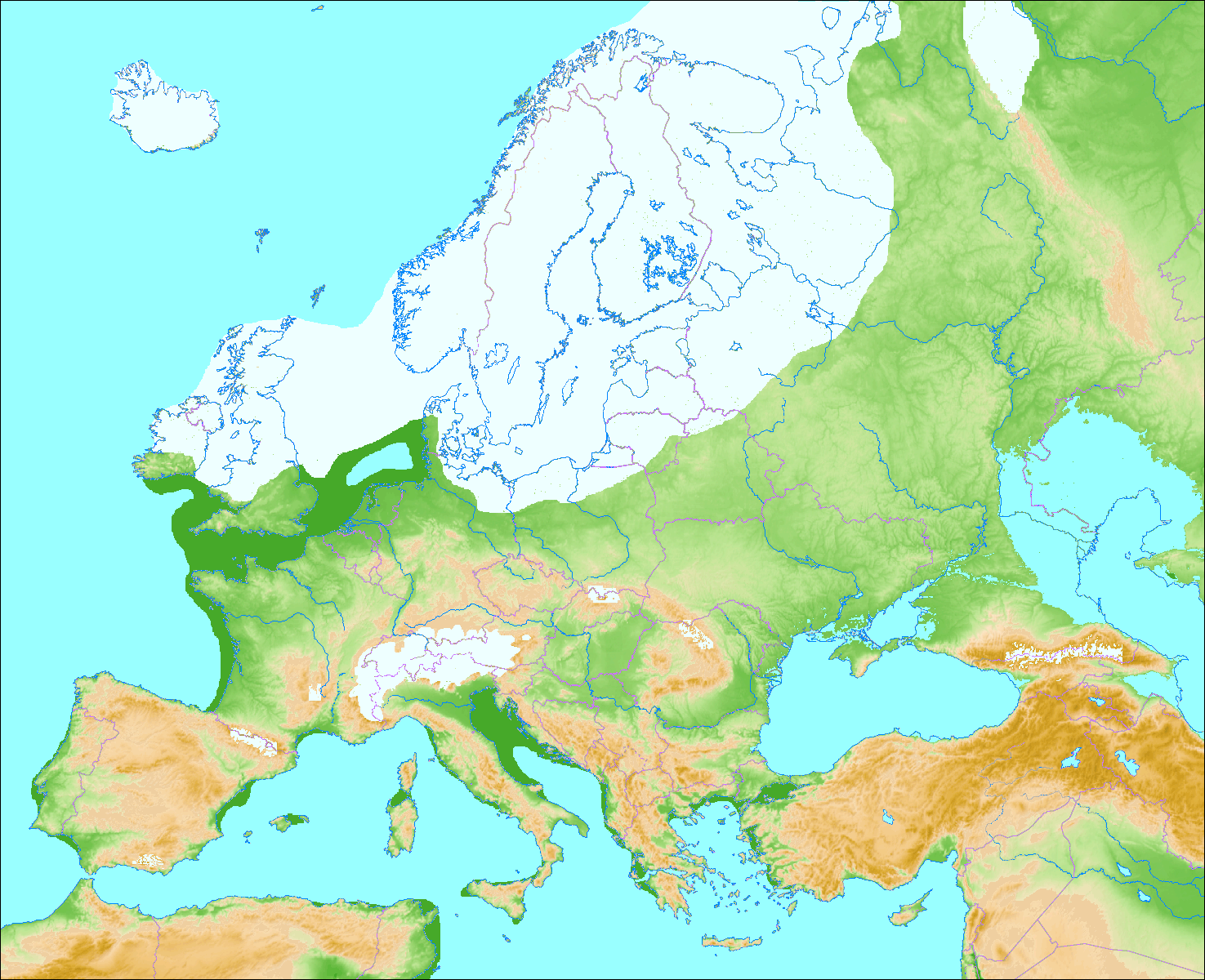
Europa durante el último período glacial

Los nombres alternativos incluyen glaciación de Weichsel o glaciación de Vistulian (refiriéndose al río polaco Vístula o su nombre alemán Weichsel). La evidencia sugiere que las capas de hielo alcanzaron su tamaño máximo durante solo un período corto, entre 25 000 y 13 000 AP. Se han reconocido ocho interestadiales en el Weichselian, incluidos Oerel, Glinde, Moershoofd, Hengelo y Denekamp; sin embargo, la correlación con las etapas de isótopos todavía está en proceso. Durante el máximo glacial en Escandinavia, solo las partes occidentales de Jutlandia estaban libres de hielo, y una gran parte de lo que hoy es el mar del Norte era tierra seca que conectaba Jutlandia con Gran Bretaña (ver Doggerland).
Durante el apogeo de la glaciación Würm, entre 24 000 y 10 000 años antes de Cristo, la mayor parte de Europa occidental y central y de Eurasia era una estepa-tundra abierta, mientras que los Alpes presentaban campos de hielo sólido y glaciares de montaña, Escandinavia y gran parte de Gran Bretaña estaban bajo el hielo. Durante el Würm, el glaciar del Ródano cubría toda la meseta occidental suiza, llegando hasta las actuales regiones de Soleura y Aarau. En la región de Berna se fusionó con el glaciar Aar. El glaciar del Rin es actualmente el objeto de los estudios más detallados.

## Subdivisiones locales
Estas subdivisiones son las realizadas para Alemania, teniendo una correspondencia con las francesas como se indica:
| Alemania | Francia     |
| -------- | ----------- |
| Würm I   | Würm I + II |
| Würm II  | Würm III    |
| Würm III | Würm IV     |

En la península ibérica se agrupan en dos bloques: Würm antiguo (I + II) y Würm reciente (III + IV).
Tanto a la península ibérica como a lo que actualmente es Francia en su mayor parte se le puede atribuir la siguiente cronología, teniendo en cuenta las variaciones que hay según las características regionales:
Fuente: Sanchidrián, J. L. (2001). Manual de arte prehistórico. Ariel. pp. 16-7. ISBN 9788434466173. Consultado el 30 de agosto de 2011.